# Olympique Gymnaste Club de Nice 1948-1949
Questa voce raccoglie le informazioni riguardanti l'Olympique Gymnaste Club de Nice nelle competizioni ufficiali della stagione 1948-1949.

## Maglie
| Manica sinistra · Manica sinistra · Maglietta · Maglietta · Manica destra · Manica destra · Pantaloncini · Calzettoni |

## Rosa
| N. |                    | Ruolo | Calciatore         |
| -- | ------------------ | ----- | ------------------ |
|    | Francia (bandiera) | P     | Paul Altavelle     |
|    | Francia (bandiera) | P     | Pierre Angel       |
|    | Francia (bandiera) | P     | Jacques Favre      |
|    | Francia (bandiera) | D     | Jean Belver        |
|    | Francia (bandiera) | D     | Mohamed Firoud     |
|    | Francia (bandiera) | D     | Marcel Gaillard    |
|    | Francia (bandiera) | C     | Paul Bersoullé     |
|    | Francia (bandiera) | C     | Désiré Carré       |
|    | Francia (bandiera) | C     | Barthélémy Gallard |
|    | Francia (bandiera) | C     | Jean Luciano       |
|    | Francia (bandiera) | C     | René Raphy         |

| N. |                    | Ruolo | Calciatore           |
| -- | ------------------ | ----- | -------------------- |
|    | Francia (bandiera) | C     | Léon Rossi           |
|    | Polonia (bandiera) | C     | Ostap Stekiw         |
|    | Francia (bandiera) | A     | Abdelaziz Ben Tifour |
|    | Francia (bandiera) | A     | François Fassone     |
|    | Francia (bandiera) | A     | Jean Gielly          |
|    | Francia (bandiera) | A     | David Ickovitz       |
|    | Francia (bandiera) | A     | Anton Marek          |
|    | Francia (bandiera) | A     | Paul Perez           |
|    | Francia (bandiera) | A     | Alphonse Rolland     |
|    | Polonia (bandiera) | A     | Alexandr Skocen      |